# Rosettestenen
Rosettestenen er en mørk granitsten, der blev opdaget i Nildeltaet i juli 1799, under Napoleons felttog i Egypten. På stenen stod en tekst på to sprog: egyptisk og oldgræsk. Den var skrevet med tre skriftyper: egyptiske hieroglyffer, egyptisk demotisk og græsk. Da de to sidste allerede var kendte, blev stenen nøglen til dechifreringen af hieroglyfferne. Det skete i 1822 og skyldtes Thomas Young og Jean-François Champollion. Det muliggjorde oversættelse af tekster med hieroglyffer.
I overført betydning kan det bruges om en vigtig brik i tydning af fx koder. 

## Rosettestenens opdagelse
I sommeren 1798 udsendtes Napoleon med en hær på mere end 35.000 mand til Egypten for at bryde englændernes handelsruter til Indien. Ud over soldater deltog en gruppe på ca. 150 historikere og andre videnskabsmænd. Ekspeditionen blev en militær fiasko, men en videnskabelig succes.
I juli 1799 var en gruppe franske soldater i færd med byggearbejde ved Fort Julien i nærheden af havnebyen Rachîd (franskmændenes Rosette) i nildeltaet. Under nedbrydning af en gammel mur opdager den vagthavende ingeniørofficer Pierre Bouchard, at der i muren var indfældet en sort stele dækket med inskriptioner. Inskriptionerne var delt i tre afsnit: øverst en tekst med hieroglyffer, i midten en tekst med kursiverede tegn, som minder lidt om arabisk, og nederst en tekst på græsk. Videnskabsmændene oversatte den græske tekst, som viste sig at være et dekret fra farao Ptolemæus V (regerer fra 205 f. Kr. – 180 f. Kr.) til hans undersåtter, skrevet af en egyptisk præst i Memphis i 196 f. Kr. Man formodede, at det er den samme tekst, der er skrevet på stenen med hieroglyffer. De franske videnskabsmænd nåede ikke langt med tydningen, og de måtte aflevere stenen til englænderne. Efter fredsslutningen i 1802 blev stenen, som er 118 x 77 x 30 cm og vejer 3/4 ton, overført til British Museum, hvor den har befundet sig siden. De franske videnskabsmænd havde kopieret stenens inskriptioner, som hurtigt blev genstand for indgående studier af den akademiske verden.
Den svenske tidligere diplomat Johan David Åkerblad arbejdede udelukkende med den demotiske skrift og kunne på to måneder i 1802 at fortolke alle rigtige navne og andre ord, der også fandtes i den græske tekst. Desuden bemærkede han, at den demotiske skrift var rent alfabetisk og fortolkede 15 enkelte bogstavers lydværdi helt korrekt. Han viste også lighed med den koptiske (som han mestrede) og kunne bevise, at dette sprog var en rest af det gamle egyptiske.[kilde mangler]
En af de mange, som kastede sig over tydning af Rosettestenen, var den engelske fysiker Thomas Young. I en alder af 14 år beherskede han græsk, latin, fransk, italiensk, hebræisk, aramæisk, syrisk, arabisk, persisk, tyrkisk og etiopisk. Herudover studerede han medicin og botanik. I 1814 blev Young opmærksom på, at mange grupper af hieroglyffer er omgivet af en oval ramme, en kartouche. Den mindede om et navneskilt, men er egentlig en løkke af reb, som skal beskytte den navngivne person mod farlig magi og trolddom. Han er klar over, at de "indrammede" hieroglyffer har en særlig betydning – muligvis navnet på den farao, som forekommer i teksten. Da han kan finde Ptolemæus' navn i den græske tekst, formodede Young, at det er hans navn. Det viser sig at være et gennembrud. Desværre forfølger Young ikke denne linje, da den ikke passer med antagelsen om, at hieroglyfferne er et billedsprog – og ikke fonetisk baseret. Han mente, at forklaringen på skrivemåden for Ptolemæus er, at denne farao jo ikke er af egyptisk oprindelse. Young indstiller sine forsøg på tydning af skrifterne.
Jean-François Champollion besøger ofte Louvre Muséet, hvor han fik tilladelse til at studere kopien af Rosettestenens inskriptioner. Som 19-årig blev han udnævnt til lektor i oldtidshistorie. Champollion fik nu tid til at fordybe sig i studier af det koptiske sprog og de egyptiske hieroglyffer.
Det store spørgsmål er, om skriften er ideografisk, så hvert tegn svarer til et billede. Eller om den er fonetisk, så hvert tegn svarer til en lyd (som i dansk). Champollion arbejdede først ud fra Youngs antagelse om, at de fonetiske tegn/bogstaver alene bruges om ikke-egyptiske tegn, hvilket bekræftes af dechifrering af navne som Alexander og Kleopatra. Men i 1822 så han nogle cartoucher, som er så gamle, at de indeholder traditionelle egyptiske navne. Og det viste sig, at Youngs teori ikke holdt. I virkeligheden er skriften både ideografisk og fonetisk.
I 1814, Da Champollion er 24 år gammel, publicerede han nogle af sine undersøgelsesresultater, L'Egypte sous les Pharaons. Det giver ham et tiltrængt økonomisk løft. Efter mere end syv års undersøgelser præsenterede Champollion i 1822 sin samlede oversættelse af hieroglyfferne på Rosettestenen for Det franske akademi. Den videnskabelige verden modtog hans arbejde med megen skepsis, men efterhånden som flere og flere inskriptioner kunne oversættes ved hjælp af Champollions metode, blev det accepteret, at han har løst den 1800 år gamle gåde. Det viste sig, at der indgår mere end 700 tegn i hieroglyf-alfabetet.
Søren Sørensen har skrevet sin version af verdenshistorien, hvorfra dele af denne artikel stammer.